# 지사토촌 (도야마현)
지사토촌(千里村)은 도야마현 네이군에 있던 촌이다.

## 역사
- 1889년 4월 1일 - 정촌제 시행에 의해 네이군 지사토촌이 성립하였다.
- 1942년 6월 20일 - 네이군 지사토촌 및 도미카와촌이 합병해 진보촌이 성립하였다.

## 참고문헌
- 『市町村名変遷辞典』東京堂出版、1990年。